# Économie de la Drôme
L'essentiel de l'activité économique du département de la Drôme se situe à l'ouest du département, le long de la vallée du Rhône. Cette zone, qui concentre la majorité de la population du département, est en outre desservie par des voies de communications majeures comme l'Autoroute A7 ainsi que par les lignes ferroviaires LGV Rhône-Alpes et LGV Méditerranée. L'activité économique de la région valentinoise a été dynamisée par la mise en service de la gare de Valence TGV en 2001.

## Données Globales

### Valeur ajoutée brute par secteur d'activité
En 2018, la valeur ajoutée brute du département est de 14 532 millions d'euros, dont la répartition par secteur d'activité est  :
Agriculture : 300 (2,1%)
Industrie : 3 115 (21,4%)
Construction : 956 (6,6 %)
Commerces, transports, hébergement, restauration : 2 698 (18,6 %)
Autres services : 7 455 (51,3 %)

### Emploi
- Emploi total (2004) : 158 930 (dont 10,6 % non salarié)
- Taux de chômage (2006) : 9,9 %

- Emploi total par secteur d'activité (2008-2018) : de 2008 à 2018 le nombre d'emplois est en augmentation de 6,6 %. Les emplois sont en diminution dans l'agriculture et l'industrie , sont stables dans la cosntruciton et augmentation dans le commerce et le transports (+9,7%) et dans les services  "Administration publique, enseignement, santé, action sociale" (+12,4 %)[2].

|                                                              | 2008    | 2008   | 2013    | 2013   | 2018    | 2018             | 2018               | 2018 |
| Nombre                                                       | %       | Nombre | %       | Nombre | %       | dont femmes en % | dont salariés en % |      |
| ------------------------------------------------------------ | ------- | ------ | ------- | ------ | ------- | ---------------- | ------------------ | ---- |
| Ensemble                                                     | 200 849 | 100,0  | 206 749 | 100,0  | 214 064 | 100,0            | 47,7               | 85,8 |
| Agriculture                                                  | 9 648   | 4,8    | 8 932   | 4,3    | 8 701   | 4,1              | 29,3               | 42,6 |
| Industrie                                                    | 38 606  | 19,2   | 36 443  | 17,6   | 37 753  | 17,6             | 32,4               | 94,3 |
| Construction                                                 | 15 518  | 7,7    | 16 652  | 8,1    | 15 802  | 7,4              | 12,2               | 71,3 |
| Commerce, transports, services divers                        | 82 016  | 40,8   | 85 429  | 41,3   | 89 942  | 42,0             | 45,7               | 84,3 |
| Administration publique, enseignement, santé, action sociale | 55 061  | 27,4   | 59 293  | 28,7   | 61 865  | 28,9             | 71,4               | 92,4 |

- Qualification des emplois (1999)
  - Agriculteurs : 4,0 %
  - Chefs d'entreprise : 7,8 %
  - Cadres : 9,6 %
  - Professions intermédiaires : 23,0 %
  - Employés : 27,2 %
  - Ouvriers : 28,5 %

- Salaire annuel moyen (2004)
  - Chefs d'entreprises : 53 113 €
  - Cadres : 39 265 €
  - Professions intermédiaires : 22 927 €
  - Employés : 15 688 €
  - Ouvriers : 16 344 €
  - Apprentis et ouvriers : 7 498 €

## Secteur primaire
En 1845, une source d'eau gazeuse été découverte dans le lit de la rivière le Leyne, à Condillac. Cette eau a été commercialisée, sous le nom de « La Reine des eaux de table », jusqu'en 1978.

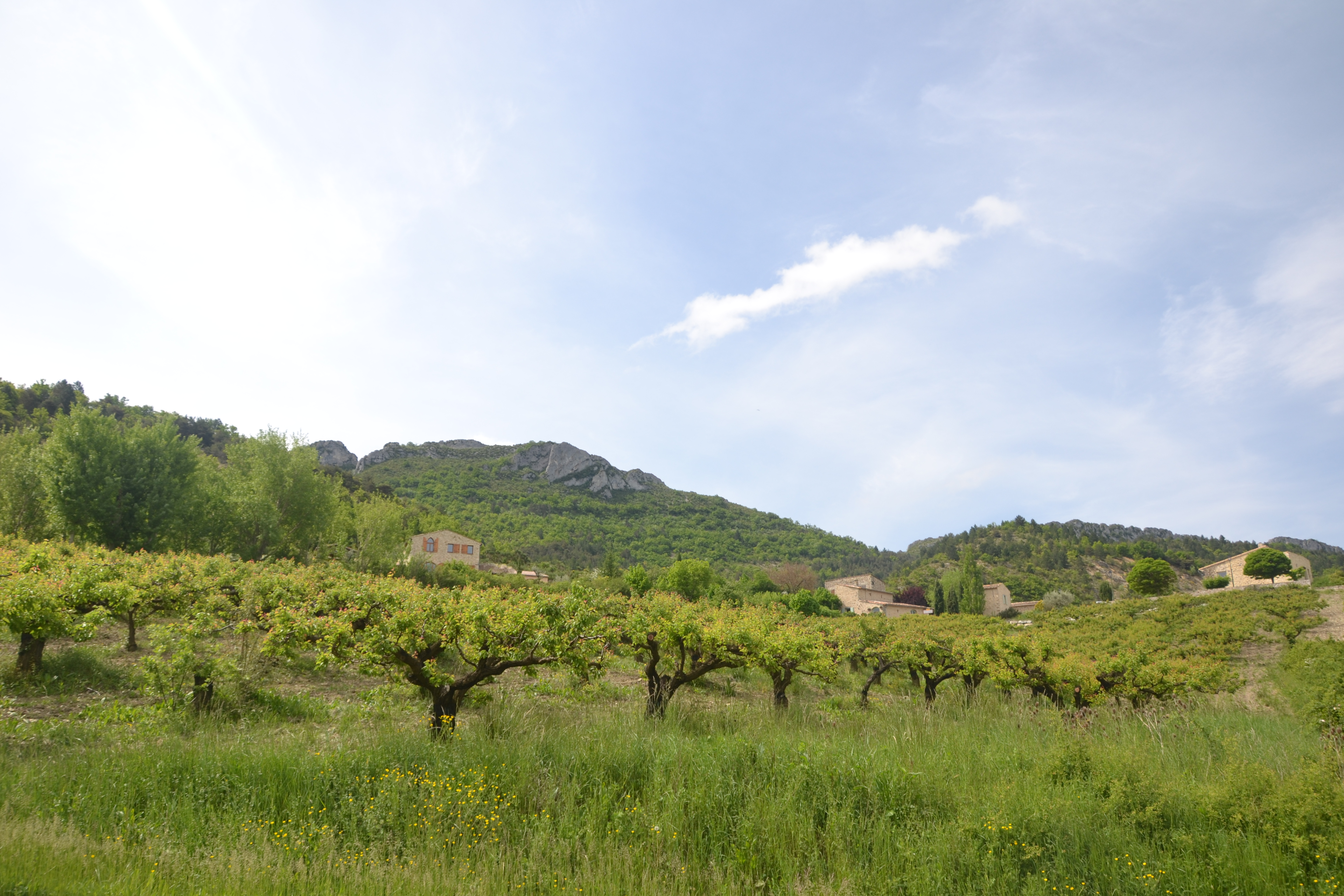
Bésignan - Verger d'abricotiers
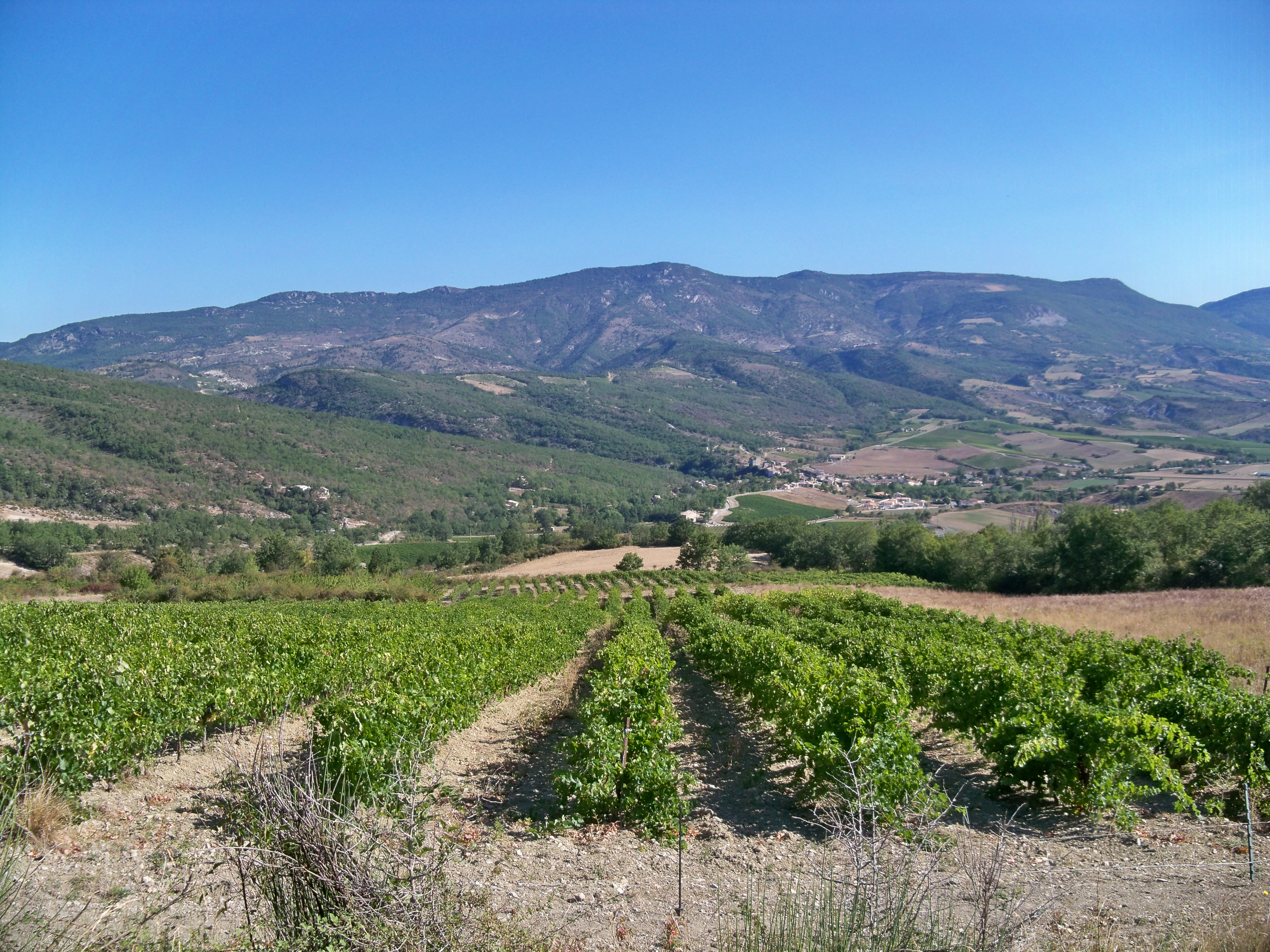
vignoble IGP of Côteaux-des-Baronnies à Sainte-Jalle
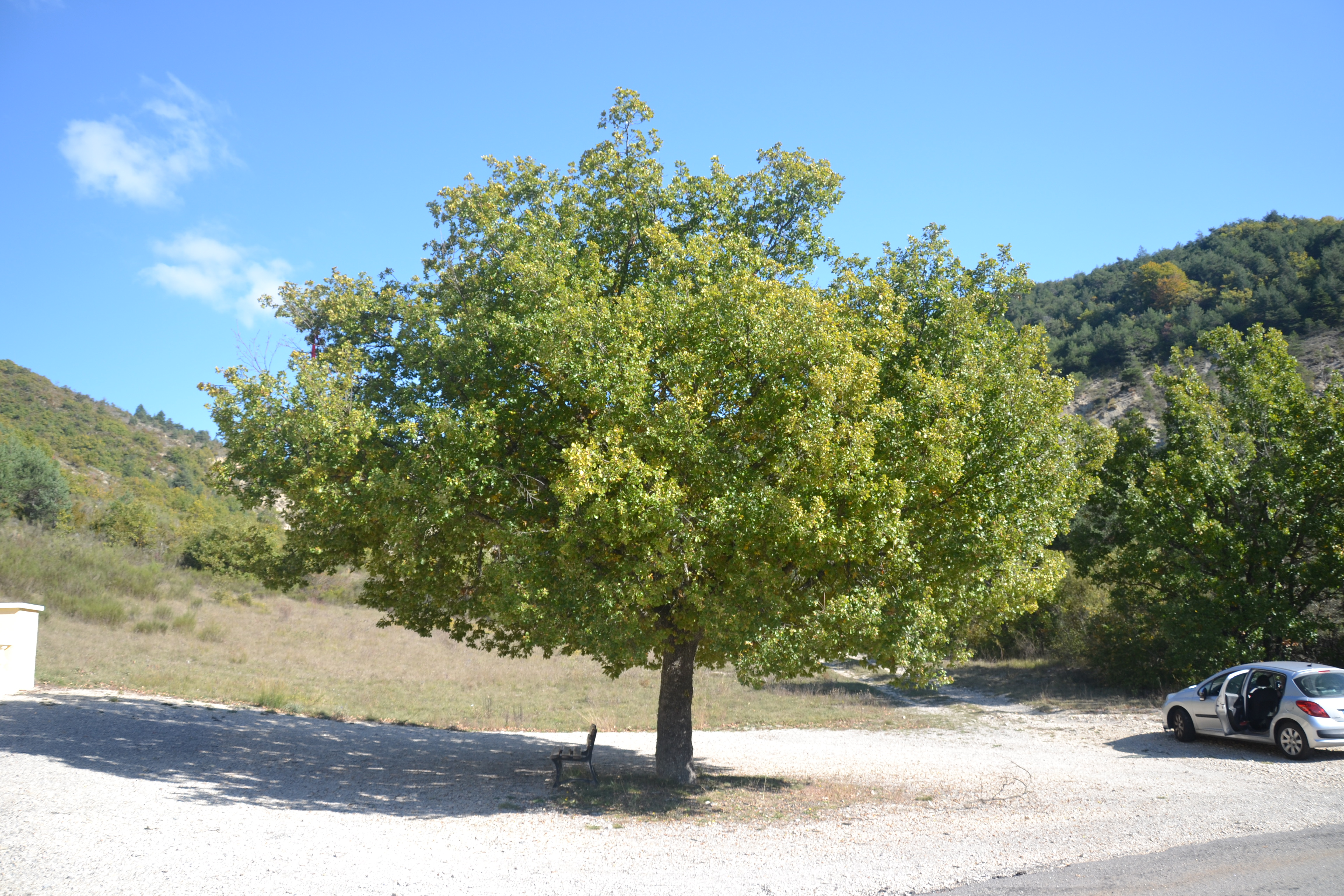
Tilleul des Baronnies
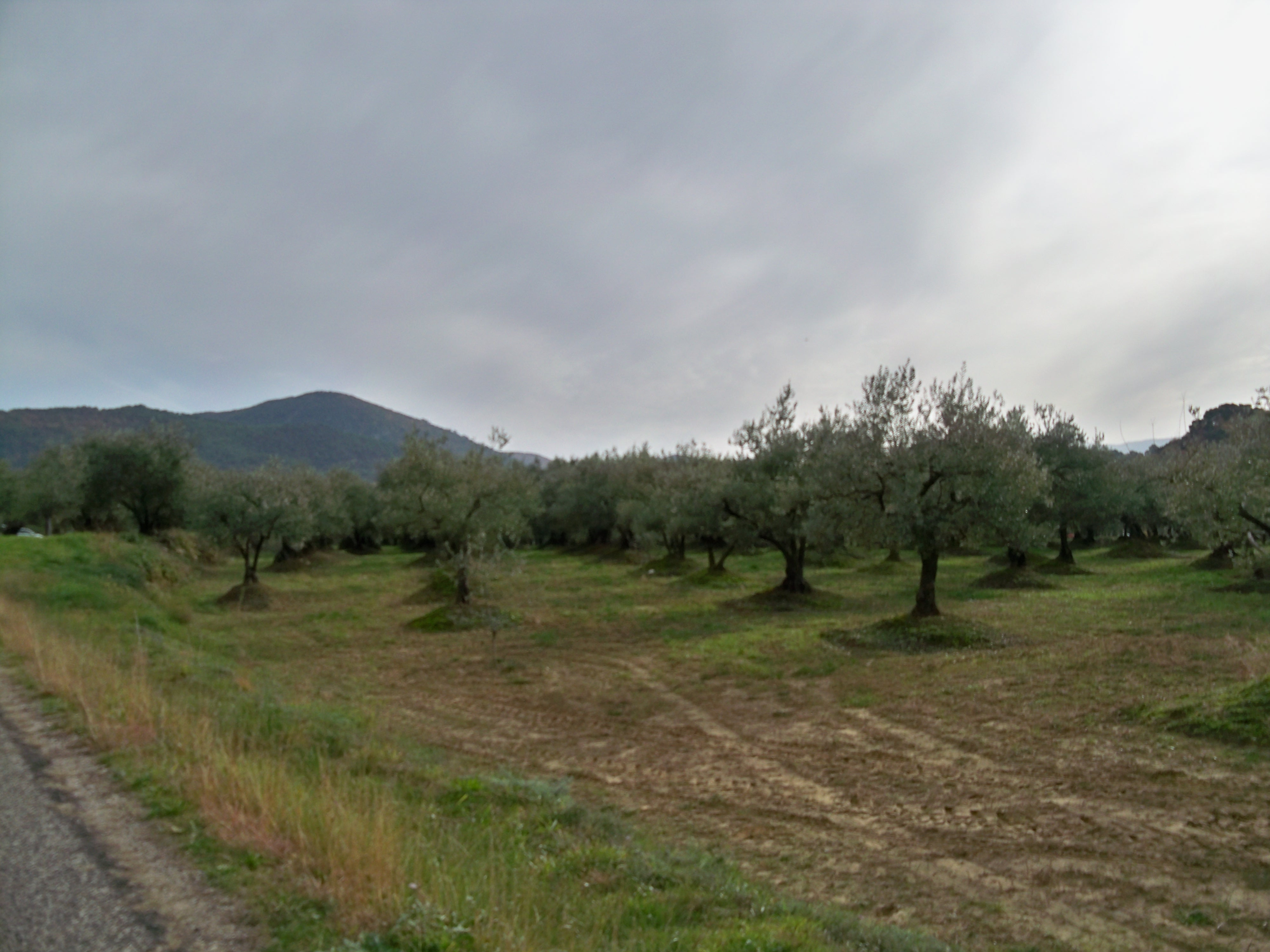
Oliveraies près de Nyons

## Secteur secondaire
- Port fluvial de commerce de la Drôme

## Secteur tertiaire

### Le tourisme
- Le département de la Drôme bénéficie d'une excellente image auprès des touristes. La fréquentation progresse régulièrement (+ 4 % entre 2006 et 2007), plus rapidement que les départements voisins de l'Ardèche  et du Vaucluse (+ 1 %).

- Nombre de nuitées en 2007: 7 994 076

## Principales entreprises
Principales entreprises en 2002.
| Rang | Entreprise           | Chiffre d'affaires | Siège social      | Activité                        |
| ---- | -------------------- | ------------------ | ----------------- | ------------------------------- |
| 1    | Imaje                | 231 M d'euros      | Bourg-lès-Valence | Codage industriel               |
| 2    | Alain Manoukian      | 157 M d'euros      | Tain-l'Hermitage  | Prêt-à-porter                   |
| 3    | Lafuma               | 151 M d'euros      | Anneyron          | Équipement de randonnée         |
| 4    | Crouzet automatismes | 122 M d'euros      | Valence           | Produits d'automatismes         |
| 5    | Spit                 | 121 M d'euros      | Bourg-lès-Valence | Systèmes de fixation métallique |

## À voir aussi